# Centropomus undecimalis
Brochet de mer, Crossie blanc
Espèce
Centropomus undecimalis, communément nommé Brochet de mer ou Crossie blanc, est une espèce de poissons marins de la famille des Centropomidae.
Le Brochet de mer est présent dans les eaux tropicales de la partie occidentale de l'océan Atlantique des côtes de l'État de Caroline du Nord au Brésil englobant également le golfe du Mexique et la mer des Caraïbes.
Sa taille maximale est de 140 cm mais la taille moyenne couramment observée est de 50 cm. Il est aussi apprécié pour la pêche sportive dans les États comme la Floride. Mais aussi pour sa chair tendre et fine qui est très appréciée. Ce poisson est aussi appelé Snook.